# Белковская, Вероника Мечиславовна
 Верони́ка Мечисла́вовна Белко́вская (род. 1944) — российская актриса театра и кино. Народная артистка России (2005).

## Биография
Родилась 3 февраля 1944 года в городе Куйбышеве в семье артистов цирка.
В 1963 году окончила театральную студию при Куйбышевском театре драмы имени М. Горького (обучалась у народного артиста России П. Л. Монастырского). Там же началась её актёрская карьера.
С 1968 по 1971 год работала в Хабаровском краевом театре драмы и комедии, в 1971–1973 годах — в Приморском краевом академическом драматическом театре им. М. Горького, в 1973–1976 годах — Ярославском академическом театре драмы им. Ф. Г. Волкова.
В 1977 году состоялся дебют на сцене Свердловского академического театра драмы в спектакле «Проделки Ханумы» по пьесе А. Цагарели в роли Соны. С этого времени стала одной из самых востребованных актрис театра.

Персонажи, созданные этой актрисой, никогда не оставляют зрителей равнодушными. Она как бы аккумулирует самое главное в сценическом характере, собирает воедино все его особенности и подает их залу с только ей присущими заразительностью, органичностью и эмоциональностью.

Много лет сотрудничает с Екатеринбургским Домом актёра, где исполняет роль Нянюшки в новогоднем спектакле «Святки в доме Тупиковых».
Семья: замужем, имеет дочь.

## Признание и награды
- 1996 — звание «Заслуженный артист Российской Федерации»[4].
- 1998 — премия Уральского отделения СТД России «За крупный план на малой сцене» (Людмила («Полонез Огинского» Н. Коляды), Динка («Нелюдимо наше море… или Корабль дураков» Н. Коляды), Лариса («Куриная слепота» Н. Коляды), Виктория («Канотье» Н. Коляды))[5].
- 2004 — премия Губернатора Свердловской области 2003 года «За достижения в области литературы и искусства» — за роль в спектакле «Репортаж из Тараскона»[6]
- 2005 — звание «Народный артист Российской Федерации» за большие заслуги в области театрального искусства[7].
- 2014 — знак отличия «За заслуги перед Свердловской областью» III степени[8].
- 2015 — премия Правления СО СТД «И мастерство, и вдохновение…» фестиваля «Браво!»-2014[9].
- 2015 — стипендия им. В. М. Шатровой за 2014 год в номинации «Мэтры»[2].

## Роли в театре
- 1974 — «Аленький цветочек» С. Аксакова — Нянюшка
- «Женитьба Фигаро» П.-О. Бомарше — Сюзанна
- «Снегурочка» А. Островского — Снегурочка
- «Снежная королева» Х.-К. Адерсена — Маленькая разбойница

### Свердловский театр драмы
- 1977 — «Проделки Ханумы» по пьесе «Ханума» А. Цагарели, реж. Г. Черкезишвили — Сона
- 1979 — «Гнездо глухаря» В. Розова, реж. А. Соколов — Юлия
- 1983 — «Женитьба Бальзаминова» А. Островского, реж. А. Попов — Белотелова
- 1993 — «Дама с камелиями» А. Дюма, реж. С. Абдиев — Нанина
- 1993 — «Страсти под крышей» по пьесе «Семейный портрет с посторонним» С. Лобозёрова, реж. В. Марченко — Катерина
- 1997 — «Куриная слепота» Н. Коляды, реж. Н. Коляда — Лариса
- 1997 — «Поминальная молитва» Г. Горина по произведениям Шолом-Алейхема, реж. В. Гурфинкель — Мама Менахема
- 1999 — «Уйди-Уйди» Н. Коляды, реж. Н. Коляда — Людмила
- 2000 — «Плачу вперед!» Н. Птушкиной, реж. В. Пашнин — Полина Сергеевна Аметистова
- 2002 — «Он, она, окно, покойник» Р. Куни, реж. Н. Попков — Горничная
- 2002 — «Персидская сирень» Н. Коляды, реж. Н. Коляда — Она
- 2003 — «Репортаж из Тараскона» О. Данилова по мотивам произведения А. Доде «Тартарен из Тараскона», реж. Д. Астрахан — Эмма
- 2004 — «Августовские киты» Д. Берри, реж. Б. Цейтлин — Летиция Бенсон Доути
- 2004 — «Женитьба Бальзаминова» А. Островского, реж. В. Рубанов — Сваха Красавина
- 2004 — «Энергичные люди» В. Шукшина, реж. А. Соколов — Соня
- 2004 — «Яма» О. Богаева по повести А. Куприна, реж. В. Гурфинкель — Анна Марковна
- 2005 — «ФАУСТ навсегда» А. Застырца — Уборщица
- 2006 — «Завтра было вчера» Э. Олби, реж. Е. Ланцов — Сиделка
- 2007 — «Афера (Смерть Тарелкина)» А. Сухово-Кобылина — Брандохлыстова
- 2007 — «Миллион в брачной корзине» Дж. Скарниччи и Р. Тарабузи, реж. В. Пашнин — Матильда
- 2007 — «Пигмалион» Б. Шоу, реж. А. Исаков — Миссис Эйнсфорд Хилл
- 2008 — «Месье Амилькар, или Человек, который платит» И. Жамиака, реж. В. Шапиро — Мелия
- 2009 — «Мэри Поппинс, до свидания!» В. Вербина, реж. А. Русинов — Мисс Эндрю
- 2010 — «Вдовий пароход» И. Грековой, реж. А. Русинов — Панька Зыкова
- 2012 — «Мастер и Маргарита» М. Булгакова, реж. Г. Лифанов — Прасковья Ивановна
- 2012 — «Ханума» А. Цагарели, реж. А. Исаков — Текле
- 2014 — «Старосветская старость, или Дом с помещиками» И. Васьковской по повести «Старосветские помещики» Н. Гоголя, реж. А. Русинов — Пульхерия Ивановна Товстогубиха
- 2015 — «Тётки» А. Коровкина, реж. О. Гетце — Генриетта Карловна
- 2016 — «Филумена Мартурано» Э. Де Филиппо, реж. О. Гетце — Розалия Солимене
- 2017 — «На всякого мудреца довольно простоты» А. Островского, реж. А. Праудин — Глафира Климовна Глумова
- 2017 — «Спасти Джейсона» П. Куилтера — Мэри
- «Дон Сезар де Базан» Ф. Дюмануара и А. Д’Эннери — Маркиза де Монтефиоре
- «Лес» А. Островского — Улита
- «Мандат» Н. Эрдмана — Гулячкина
- «Последний срок» В. Распутина — Люся
- «Тихий Дон» М. Шолохова — Наталья
- «Фома Гордеев» М. Горького — Любовь Маякина

## Фильмография
- 1965 — Лесной дождь (короткометражный)
- 1981 — Ночь председателя / Зоя
- 1983 — Таёжный моряк / эпизод
- 2001 — Ехали два шофёра / продавщица
- 2002 — Жихарь (короткометражный)
- 2003 — Правда о щелпах / эпизод
- 2004 — Егерь / эпизод
- 2007 — Дело было в Гавриловке / Тарасенко
- 2011 — Важняк. Игра навылет / Капитолина Михайловна